# Соуза, Борниту ди
Борниту ди Соуза Балтазар Диогу (порт. Bornito de Sousa Baltazar Diogo; род. 23 июля 1953, Кешуа, Маланже) — ангольский политик, видный деятель МПЛА. Участник антиколониальной борьбы и гражданской войны. В 2010—2017 годах — министр территориального управления. В 2017—2022 годах — вице-президент Анголы.

## Происхождение и образование
Родился в семье школьного учителя. Жоб Балтазар Диогу — отец Борниту ди Соуза — был известен также как лингвист и переводчик Библии с португальского на кимбунду. Мать — Катарина Мануэл Симан Бенту — была домохозяйкой. Дядя по материнской линии Луиш Миколу — профессор юрист, музыкант и католический проповедник.
Начальное образование Борниту ди Соуза получил в методистской миссии Кешуа, среднее — в Объединённой методистской церковной школе Луанды. Впоследствии — уже в независимой Анголе — окончил юридический факультет Университета Агостиньо Нето. Получил также диплом Высшей партийной школы МПЛА и свидетельство об окончании высших командных курсов вооружённых сил Анголы.

## Партийный политик
Во время португальской колониальной войны 1960-х ПИДЕ арестовала Жоба Балтазара Диогу и Луиша Миколу. После этого, в 1969 году, Борниту ди Соуза вступил в МПЛА и присоединился к вооружённой борьбе против колониальных властей. (Выбору в пользу МПЛА способствовала принадлежность к народности северные мбунду.) В январе 1971 года Борниту ди Соуза был арестован ПИДЕ и заключён в тюрьму.
Освободился в мае 1974 года, когда после Апрельской революции новые власти Португалии начали процесс деколонизации. Быстро выдвинулся в аппарате МПЛА, возглавил молодёжную организацию. С 1976 года Борниту ди Соуза занимал ряд постов в политуправлении вооружённых сил. Был политкомиссаром во 2-м военно-политическом округе (Кабинда) и военно-морском флоте.
Борниту ди Соуза заработал репутацию одного из ведущих юристов и политологов МПЛА. Специалист по конституционному праву. В 2010 году он возглавлял парламентскую группу МПЛА и председательствовал в Конституционной комиссии Национальной ассамблеи Анголы. 2 февраля 2010 года был назначен министром территориального управления.

## Вице-президент
В 2016 году руководство МПЛА стало готовить замену Жозе Эдуарду душ Сантуша на президентском посту. Среди других обсуждалась и кандидатура Борниту ди Соуза. Однако этот кандидат был отклонён — одной из причин послужила его репутация индивидуалиста, не склонного к командной деятельности.
Список кандидатов МПЛА в Национальную ассамблею был опубликован в декабре 2016 года. Первую позицию занял Жуан Лоренсу, вторую — Борниту ди Соуза. Таким образом, Лоренсу был объявлен преемником президента душ Сантуша, ди Соуза — вице-президента Мануэла Висенте. (По ангольской конституции, подготовленной при активном участии Борниту ди Соуза, лидер партии победившей на парламентских выборах, становится президентом Анголы.)
На выборах 23 августа 2017 года, согласно официальным данным, за кандидатов МПЛА проголосовали более 60 % избирателей. Это обеспечило правящей партии 150 мандатов из 220. 26 сентября 2017 года Жуан Лоренсу официально вступил в должность президента, Борниту ди Соуза — вице-президента Анголы.
Первые политические шаги нового президента, имеющие признаки реформаторских замыслов, вызвали недовольство влиятельных консервативных сил. Эти политики (названные eduardistas) сгруппировались вокруг Жозе Эдуарду душ Сантуша, сохранившего за собой пост председателя МПЛА и генерального секретаря партии Дину Матроса. Публичным рупором консерваторов стал вице-президент.

Борниту ди Соуза прочитал послание президенту на церемонии вручения поздравлений по случаю конца года. Это послание содержало 639 слов. Из них 315 — лобовая атака на президента… Борниту ди Соуза хорошо знает, что он сделал: это вызов Жуану Лоренсу, брошенный выразителем контрреформы и консервативной олигархии.

## Основатель некоммерческого фонда
На выборах 2022 года Борниту ди Соуза занимал пятое место в списке МПЛА. Вторым номером выступала член ЦК и госсекретарь по рыболовству Эсперанса да Кошта. Мотивировалось это расширением женского участия в руководстве, некоторые комментаторы усматривали здесь политические расчёты президента. 15 сентября 2022 года Эсперанса да Кошта сменила Борниту ди Соуза на посту вице-президента.
Оставив государственную должность, Борниту ди Соуза основал некоммерческий фонд собственного имени. Фонд Борниту ди Соуза ориентирован на поддержку образовательных проектов, регионального развития и социальной интеграции. Решение об учреждении фонда принималось на заседании правительства под председательством президента Лоренсу.

## Личная жизнь
Борниту ди Соуза женат, имеет четырёх дочерей от брака и двух внебрачных детей. Его брат Балтазар Диогу Криштован — генерал ангольской армии.
Увлекается пилотированием спортивного самолёта, литературой и морскими видами спорта. Говорит на кимбунду, португальском, английском, французском и испанском языках.